# سفارة إسبانيا في كازاخستان
سفارة إسبانيا في كازاخستان هي أرفع تمثيل دبلوماسي لدولة إسبانيا لدى كازاخستان. تقع السفارة في وهي تهدف لتعزيز المصالح الإسبانية في كازاخستان.

## وصلات خارجية
- قائمة سفارات إسبانيا
- قائمة السفارات في كازاخستان